# Robert W. Freckmann
Robert W. Freckmann ( 1939 - ) es un botánico, y agrostólogo estadounidense que ha desarrollado actividades académicas en el "Departamento de Biología", de la Universidad de Wisconsin.

## Algunas publicaciones
- Freckmann, rw; mg Lelong. 2002. Nomenclatural changes and innovations in Panicum and Dichanthelium (Poaceae: Paniceae). Sida 20: 161-74
- ----, ----. 2003. Panicum L. pp. 450-488 in Flora of North America Editorial Committee, ed. Flora of North America & North of Mexico

### Libros
- 1967.  Taxonomic studies in Panicum subgenus Dichanthelium. 350 pp.
- 1972.  Grasses of central Wisconsin. N.º 6 de Reports on the fauna and flora of Wisconsin. 81 pp.
- ----, steven a Krause. 1983. In Search of the Wild Dewberry. Ed. Stackpole Books. 276 pp. ISBN 0-8117-2203-1

## Honores
- Herbario Robert W. Freckmann", del Departamento de Biología, Universidad de Wisconsin[3]

- La abreviatura «Freckmann» se emplea para indicar a Robert W. Freckmann como autoridad en la descripción y clasificación científica de los vegetales.[4]